# Johann Müllner
Johann Müllner (* 20. Juli 1932 in Wallern im Burgenland; † 3. Oktober 2022) war ein österreichischer Politiker (SPÖ) und Landwirt. Er war von 1978 bis 1991 Abgeordneter zum Burgenländischen Landtag.

## Leben
Müllner arbeitete nach der Volksschule in Wallern im landwirtschaftlichen Betrieb seiner Eltern mit und übernahm in der Folge den elterlichen Betrieb. Er wurde in Wallern im Burgenland bestattet.

## Politik
Politisch wirkte Müllner zwischen 1960 und 1973 als Ortsparteiobmann der SPÖ in Wallern und war ab 1964 im  Gemeindevorstand aktiv. Zudem hatte Müllner zwischen 1972 und 1996 das Amt des Bürgermeisters in Wallern inne. Des Weiteren war er ab 1974 SPÖ-Bezirkspartei-Sekretär im Bezirk Neusiedl am See. Müllner vertrat die SPÖ zwischen dem 30. November 1978 und dem 18. Juli 1991 im Burgenländischen Landtag.

## Auszeichnungen
- 1995 wurde ihm der Berufstitel Ökonomierat verliehen.